# Венгерское радио и телевидение
Венгерское радио и телевидение (Magyar Rádió és Televízió) - существовавшая в 1958-1974 гг. государственная организация. До 1958 года называлось «Венгерское радио», до 1950 года  «Венгерские центральные новости» (Magyar Központi Híradó Rt.). Создано в 1945 году путём объединения с Венгерским телеграфным агентством, в 1949 году оно было национализировано.

## Деятельность
Организация вела:
- телевещание по 1-й телепрограмме;
- с 1973 года - вещание по 2-й телепрограммамме;
- вещание по 1-й радиопрограмме, передававшейся радиостанцией имени Кошута;
- вещание по 2-й радиопрограмме, передававшейся радиостанцией имени Петефи
- с 1960 года - вещание по 3-й радиопрограмме, передававшейся радиостанцией имени Бартока[1];
- местные передачи по 1-й радиопрограмме в медье Хайду-Бихар, Сабольч-Сатмар-Берег;
- местные передачи по 1-й радиопрограмме в медье Чонград, Бекеш, Яс-Надькун-Сольнок;
- местные передачи по 1-й радиопрограмме в медье Дьёр-Мошон-Шопрон, Веспрем, Ваш;
- местные передачи по 1-й радиопрограмме в медье Баранья, Тольна, Шомодь и Бач-Кишкун;
- местные передачи по 1-й радиопрограмме в медьн Хевеш и Боршод-Абауйи-Земплен.
- радиопередачи на заграницу на английском, эсперанто, немецком, итальянском, испанском, турецком, греческом языках, а также на венгерском языке — передача «Наша родина» для венгров, проживающих за рубежом.

## Правоприемники
В 1974 году вместо него был создан Государственный комитет ВНР по телевидению и радиовещанию.

## Активы
- Радиодом в Будапеште;
- Радиодом в Дьёре;
- Радиодом в Мишкольце;
- Радиодом в Пече;
- Радиодом в Сегеде;
- Радиодом в Дебрецене.